# Ogg Media
Ogg Media(オッグメディア)はトビアス・ウォールドボーゲルがOggの仕様を元に個人で開発した動画ファイルフォーマット。拡張子は.ogmで、OGMファイルやOGMコンテナと呼ばれている。
MP3よりも高音質であるとされるVorbisを動画の音声部分に使えるのが最大の特徴であった。
Oggプロジェクトとはコンテナレベルの互換性はあるものの、完全に独自に作られた仕様のため、Oggプロジェクト公式ではサポートされていない。
開発は事実上終了しているが、後継的な存在としてMatroskaがある。

## 特徴
- Vorbisオーディオ対応 (AVIはVorbisオーディオに非対応[1])
- キーフレーム単位での高速シーク
- チャプター(頭出し機能)
- 多言語字幕(SRT)
- 様々な形式の複数のオーディオトラック(MP3、AC-3、AAC、Vorbis、LPCM)
- 不完全ファイルでも再生可能

### コーデック
XvidとVorbisの組み合わせで使われることが多かった。
音声はVorbisだけでなく、MP3なども使用可能である。
- (XviD+Vorbis).ogm
- (DivX+MP3).ogm